# Channing of the Northwest
Channing of the Northwest er en amerikansk stumfilm fra 1922 af Ralph Ince.

## Medvirkende
- Eugene O'Brien som Channing
- Gladden James som Jim Franey
- Norma Shearer som Jess Driscoll
- James Seeley som Tom Driscoll
- Pat Hartigan som Sport McCool
- Nita Naldi som Cicily Varden
- Harry Lee